# Lago Lenzener
El lago Lenzener (en alemán: Lenzenersee) es un lago situado en el distrito de Rostock, en el estado de Mecklemburgo-Pomerania Occidental (Alemania), a una altitud de 41 metros; tiene un área de 62 hectáreas.